# Бианка Андреску
Бианка Андреску е канадска професионална тенисистка. Досига до кариерен връх в класирането на 9 септември, 2019 г., според класацията на Женската тенис асоциация. На 11 август 2019, Андреску се превръща в първата канадка, спечелила Роджърс Къп от 1969 г. Побеждава Серена Уилямс на финала на Откритото първенство на САЩ, ставайки първата канадка, спечелила титла от Големия шлем.